# Il macinino volante
Il macinino volante (The Flying Jalopy) è un film del 1943 diretto da Dick Lundy. È un cortometraggio animato della serie Donald Duck, prodotto dalla Walt Disney Productions e uscito negli Stati Uniti il 12 marzo 1943, distribuito dalla RKO Radio Pictures. È stato trasmesso in TV anche come Un macinino volante.

## Trama
Ben Rapace gestisce un lotto di aeroplani usati, che però sono distrutti. Paperino porta fuori uno dei rottami per un volo di prova, così Ben gli fa firmare un contratto secondo cui, in caso di incidente, Paperino riceverebbe un rimborso di 10000 $. Ben si rivela però un tipo truffaldino, dal momento che sul contratto fatto firmare da Paperino c'è scritto di nascosto che il beneficiario è lo stesso Ben, il quale cerca quindi di far schiantare diverse volte l'aereo con su Paperino. Ogni tentativo fallisce, ma Ben non si arrende e decide di aprire il serbatoio dell'aereo, per poi dare fuoco al carburante che ne esce. Paperino riesce a uscire dall'aereo poco prima che esploda, rimanendo sospeso in aria con Ben. Poi Ben si incastra nella fusoliera del rottame, diventando una sorta di aereo-uccello guidato da Paperino.

## Distribuzione

### Edizioni home video

#### VHS
- VideoParade vol. 7 (maggio 1993)[1]

#### DVD
Il cortometraggio è incluso nel DVD Walt Disney Treasures: Semplicemente Paperino - Vol. 2.